# ゲオデルマトフィラス目
ゲオデルマトフィラス目（Geodermatophilales）は真正細菌の放線菌門放線菌綱の目の一つである。

## 特徴
グラム陽性且つ好気性であり、運動性と非運動性の形態を両方持つ。岩石の表面及び内部に生息する。色素で着色する。